# Garhmuktesar
Garhmuktesar är en ort i Indien.   Den ligger i distriktet Ghaziabad och delstaten Uttar Pradesh, i den norra delen av landet, 90 km öster om huvudstaden New Delhi. Garhmuktesar ligger 215 meter över havet och antalet invånare är 37 043.
Terrängen runt Garhmuktesar är mycket platt, och sluttar österut. Runt Garhmuktesar är det tätbefolkat, med 790 invånare per kvadratkilometer. Närmaste större samhälle är Hasanpur, 19,1 km öster om Garhmuktesar. Trakten runt Garhmuktesar består till största delen av jordbruksmark.